# Гайдар Домна Антонівна
До́мна Анто́нівна Гайда́р (нар. 1909, село Софіївка, тепер смт Софіївського району Дніпропетровської області — ?) — українська радянська діячка, новатор сільськогосподарського виробництва, завідувачка Долинської державної сортовипробувальної дільниці, агроном колгоспу «Більшовик» Долинського району Кіровоградської області. Депутат Верховної Ради УРСР 3-го скликання.

## Біографія
Народилася у родині селянина-середняка. У 1924 році закінчила семирічну школу. Працювала у сільському господарстві.
У 1928—1931 роках — студентка Одеського сільськогосподарського інституту.
У 1931—1941 роках — агроном машинно-тракторної стнції (МТС) імені Сталіна; агроном Ново-Олексіївської МТС; завідувачка Генічеської бавовницької сортодільниці Генічеського району Запорізької області. 
Під час німецько-радянської війни перебувала у евакуації, працювала агрономом і старшим агрономом у Ростовській, Сталінградській та Саратовській областях РРФСР.
У 1944—1945 роках — агроном Долинського районного земельного відділу Кіровоградської області.
З березня 1945 року — завідувачка Долинської державної сортовипробувальної дільниці № 843; агроном колгоспу «Більшовик» Долинського району Кіровоградської області. Керувала трирічними агрозоотехнічними курсами при колгоспі «Більшовик».
Член ВКП(б) з січня 1946 року.
Досягала високих врожаїв зернових і бобових культур, чумизи та цукрових буряків. У 1950 році сортоділянка колгоспу «Більшовик» площею 200 га дала по 24 центнери пшениці з гектара.

## Нагороди
- орден «Знак Пошани» (23.01.1948)
- медаль «За доблесну працю у Великій Вітчизняній війні 1941—1945 років»
- медалі